# شين هيل
شين هيل (بالإنجليزية: Shane Heal)‏ مواليد 6 سبتمبر 1970 في ملبورن، فيكتوريا، هو لاعب كرة سلة أسترالي معتزل أصبح مدرباً بدأ مسيرته الاحترافية في سنة 1988. يبلغ طوله 6 قدم 0 بوصة (1.8 م). مثّل منتخب بلاده. شارك في دورة الألعاب الأولمبية الصيفية سنة 1992. اعتزل اللعب في 2009.

## المسيرة الاحترافية
لعب مع بريزبن بولتز في الدوري الأسترالي في سنة 1988، ثم لعب مع بريزبن بولتز من سنة 1992 إلى 1995، ثم لعب مع سيدني كينجز في الدوري الأسترالي في سنة 1996، ثم لعب مع مينيسوتا تمبر ولفز في موسم 1996–1997، ثم لعب مع سيدني كينجز في الدوري الأسترالي في سنة 1998، ثم لعب مع سيدني كينجز من سنة 2000 إلى 2002، ثم لعب مع سيدني كينجز في الدوري الأسترالي في موسم 2002–2003.

## سجل المنافسة
شارك في المنافسات التالية:
- الألعاب الأولمبية الصيفية 1992
- الألعاب الأولمبية الصيفية 1996
- الألعاب الأولمبية الصيفية 2000
- الألعاب الأولمبية الصيفية 2004

## روابط خارجية
- شين هيل على موقع الاتحاد الدولي لكرة السلة (الإنجليزية)
- شين هيل على موقع إن بي أي (الإنجليزية)
- شين هيل على موقع سبورتس رفرنس (الإنجليزية)
- شين هيل على موقع كرة السلة الأوروبية.كوم (الإنجليزية)
- شين هيل على موقع ريلجم (الإنجليزية)
- شين هيل على موقع بروبوليرز (الإنجليزية)
- شين هيل على موقع سبورتس رفرنس (الإنجليزية)
- شين هيل على موقع أوليمبيديا (الإنجليزية)
- شين هيل على موقع اللجنة الأولمبية الأسترالية (الإنجليزية)